# Palthis spectalis
Palthis spectalis là một loài bướm đêm trong họ Noctuidae.